# Ґаджі (маї Борну)
Ґаджі (Хаджи, Газі) (*д/н —1463) — 14-й маї Борну в 1458—1463 роках.

## Життєпис
Походження достеменно невідомо. за різними відомостями належав до династії Сейфуа або був одним з впливових військовиків. 1458 року зумів захопити трон. Вів тривалі війни з іншими претендентами, насамперед синами маї Абдаллаха III — Мухаммадом і Омаром. 1463 року зазнав поразки й загинув у битві з Мухаммадом ібн Абдаллахом. Втім переможець невдовзі також загинув від родича Османа ібн Кадая.